# Osmia heteracantha
Osmia heteracantha är en biart som beskrevs av Pérez 1896. Osmia heteracantha ingår i släktet murarbin, och familjen buksamlarbin. Inga underarter finns listade i Catalogue of Life.